# Harold Brown
Pour les articles homonymes, voir Brown.
Harold Brown, né le 19 septembre 1927 à New York et mort le 4 janvier 2019 à Rancho Santa Fe en Californie, est un physicien et homme politique américain. 
Membre du Parti démocrate, il est secrétaire à la Défense des États-Unis entre 1977 et 1981 dans l'administration du président Jimmy Carter.

## Biographie
Sous la présidence de Lyndon B. Johnson, Harold Brown est secrétaire adjoint à la Défense et secrétaire de la force aérienne chargé de l'United States Air Force (USAF) puis il a été nommé 14e secrétaire à la Défense durant le mandat de Jimmy Carter, de 1977 à 1981.
Il est chargé en partie des négociations menant aux accords de Camp David entre Israël et l'Égypte et celle concernant les négociations sur la limitation des armements stratégiques avec l'Union soviétique.
En 1992, il est récompensé du prix Enrico-Fermi.
Il siège dans les années 1990 au conseil d’administration de CBS Broadcasting Inc.